# Canaan Banana
Canaan Banana (ur. 5 marca 1936 w Esipchezini, zm. 10 listopada 2003 w Londynie) – zimbabweński pastor metodystów i polityk, pierwszy prezydent Zimbabwe od 18 kwietnia 1980 do 31 grudnia 1987.

## Życiorys
Pochodził z plemienia Ndebele. W 1962 uzyskał dyplom magistra teologii przy Epworth Theological College w Harare, a następnie był misjonarzem w Rodezji. Działał w ruchu niepodległościowym. Od początku lat 70. członek, a następnie w latach 1971–1973 wiceprzewodniczący Zjednoczonej Afrykańskiej Rady Narodowej (UANC). W związku z prześladowaniami i licznymi aresztowaniami członków UANC, przez opanowane przez białą mniejszość władze Rodezji zmuszony do emigracji do Stanów Zjednoczonych. Banana i jego rodzina pozostali tam do 1975. W 1976 wystąpił z UANC na znak protestu przeciwko ugodowej polityce przewodniczącego Abela Muzorewy. Następnie członek Afrykańskiego Związku Narodowego Zimbabwe (ZANU) i jego sekretarz ds. propagandy. Po powrocie do kraju został aresztowany i pozostał w więzieniu do 1979. W 1980, po pierwszych wolnych wyborach w historii Zimbabwe, wybrany na prezydenta kraju, jednakże realną władzę posiadał premier Robert Mugabe. Banana urząd prezydenta sprawował do końca 1987.
W 1997 stał się bohaterem najgłośniejszego w historii Zimbabwe skandalu obyczajowego. Podczas przesłuchania przed sądem byłego ochroniarza Jefta Dube wyszło na jaw, że w czasie kadencji prezydenckiej Banana podstępnie zwabiał młodych wartowników do pałacu prezydenckiego, gdzie poił ich alkoholem, a następnie zmuszał do stosunków seksualnych. W 1999, po udowodnieniu winy, Banana został skazany na dziesięć lat więzienia za homoseksualizm. Opuścił więzienie po dwóch latach w wyniku dobrego sprawowania. Chorował na raka. Po długiej chorobie zmarł w Londynie 10 listopada 2003.